# Vilmos Szabadi
Vilmos Szabadi (sinh năm 1959) là một nghệ sĩ vĩ cầm người Hungary. Năm 2020, ông được trao giải thưởng "Nghệ sĩ ưu tú" bởi Chính phủ Hungary. Năm 2012, ông đã được trao tặng giải thưởng PRIMA, giải thưởng âm nhạc danh giá nhất dành cho các nghệ sĩ của Hungary. Ông còn là phó giáo sư và là trưởng khoa vĩ cầm tại Học viện âm nhạc Liszt.

## Sự nghiệp âm nhạc nhạc thính phòng
Năm 1995, Szabadi thành lập một lễ hội âm nhạc thính phòng ở Keszthely với tư cách là Giám đốc nghệ thuật tại một khu nghỉ mát tại hồ Balaton. Ông vẫn giảng dạy ở Keszthely nhưng lễ hội chuyển đến cung điện baroque ở Gödöllő gần Budapest.